# هاشم الباش
هاشم حسن الباش سياسي ودبلوماسي بحريني.

## السيرة
تم تعيين الباش عضوا في مجلس الشورى من 2002 إلى 2006. في عام 2011 تقرر تعيينه سفيرا للبحرين لدى روسيا.